# Список ныне живущих архиереев Сербской православной церкви
Список ныне живущих архиереев Сербской православной церкви
В списке представлены ныне живущие архиереи Сербской православной церкви.
Епископат Сербской православной церкви насчитывает (на 13 октября 2024 года) 56 человек, из них 38 — епархиальные архиереи, в том числе Предстоятель церкви патриарх, 12 — викарные архиереи, 6 архиереев пребывают на покое.
Список составлен в порядке старшинства епископской хиротонии (первая дата в скобках после имени).
Старейший по возрасту архиерей Сербской православной церкви — Василий (Качавенда), епископ на покое (86 лет); самый молодой — Паисий (Джеркович), епископ Диоклийский, викарий Черногорско-Приморской митрополии (33 года)

## Патриаршество патриархаГермана

### Хиротонии 1978 года
1. Василий (Качавенда), епископ, бывший Зворницко-Тузланский (25 июня 1978; на покое с 1 июня 2013)
2. Василий (Вадич), митрополит Сремский (3 сентября 1978; на кафедре с 14 сентября 1986)
3. Ефрем (Милутинович), митрополит Баня-Лукский (17 сентября 1978; на кафедре с 19 мая 1980)

### Хиротонии 1984 года
1. Лукиан (Пантелич), митрополит Будимский, управляющий Тимишоарской епархией (1 июля 1984; на кафедре с 31 мая 2002)
2. Георгий (Джокич), епископ, бывший Канадский (8 июля 1984; на покое с 20 мая 2015)

### Хиротонии 1985 года
1. Никанор (Богунович), митрополит Банатский (11 августа 1985; на кафедре с 19 мая 2003)
2. Лонгин (Крчо), митрополит Новограчаницкий и Среднезападноамериканский (20 октября 1985; на кафедре с 23 мая 1998)

### Хиротонии 1987 года
1. Митрофан (Кодич), митрополит Канадский (12 июля 1987; на кафедре с 26 мая 2016)

### Хиротонии 1990 года
1. Ириней (Булович), митрополит Бачский (20 мая 1990; на кафедре с 24 декабря 1990)
2. Досифей (Мотика), митрополит Скандинавский (22 мая 1990; на кафедре с 18 мая 2024)

## Патриаршество патриархаПавла

### Хиротонии 1991 года
1. Хризостом (Евич), митрополит Дабро-Боснийский (12 июля 1991; на кафедре с 26 мая 2017)
2. Константин (Джокич), епископ, бывший Среднеевропейский (21 июля 1991; на покое с 14 декабря 2012)

### Хиротонии 1992 года
1. Иустин (Стефанович), митрополит Жичский (1 июля 1992; на кафедре с 24 мая 2014)
2. Пахомий (Гачич), митрополит Враньский (10 сентября 1992; на кафедре со дня хиротонии)

### Хиротонии 1993 года
1. Иоанн (Младенович), митрополит Шумадийский (25 июля 1993; на кафедре с 31 мая 2002)

### Хиротонии 1994 года
1. Савва (Юрич), епископ, бывший Славонский (17 июня 1994; на покое с 1 ноября 2013)
2. Игнатий (Мидич), митрополит Браничевский (26 июня 1994; на кафедре со дня хиротонии)

### Хиротонии 1999 года
1. Филарет (Мичевич), епископ, бывший Милешевский (23 мая 1999; на покое с 23 мая 2015)
2. Фотий (Сладоевич), митрополит Зворницко-Тузланский (30 мая 1999; на кафедре с 26 мая 2017)
3. Афанасий (Ракита), митрополит Милешевский (31 мая 1999; на кафедре с 26 мая 2017)
4. Иоанникий (Мичович), митрополит Черногорский и Приморский (3 июня 1999; на кафедре с 29 мая 2021)
5. Порфирий (Перич), архиепископ Печский, Митрополит Белградско-Карловацкий, Патриарх Сербский (13 июня 1999; на кафедре с 18 февраля 2021)
6. Григорий (Дурич), митрополит Дюссельдорфский и всея Германии (5 июля 1999; на кафедре с 10 мая 2018)

### Хиротонии 2004 года
1. Феодосий (Шибалич), митрополит Рашско-Призренский (20 июня 2004; на кафедре с 18 ноября 2010)
2. Иоанн (Пурич), епископ, бывший Нишский (4 июля 2004; на покое с 26 мая 2016)
3. Максим (Василевич), епископ Западно-Американский (18 июля 2004; на кафедре с 27 мая 2006)
4. Герасим (Попович), епископ Горнокарловацкий (25 июля 2004; на кафедре со дня хиротонии)

### Хиротонии 2006 года
1. Ириней (Добриевич), епископ Восточноамериканский (15 июля 2006; на кафедре с 26 мая 2016)

## Патриаршество патриархаИринея

### Хиротонии 2011 года
1. Давид (Перович), митрополит Крушевацкий (24 июля 2011; на кафедре со дня хиротонии)
2. Иоанн (Чулибрк), епископ Пакрацко-Славонский (4 сентября 2011; на кафедре с 24 мая 2014)
3. Андрей (Чилерджич), епископ Швейцарский (18 сентября 2011; на кафедре с 18 мая 2024)

### Хиротонии 2014 года
1. Сергий (Каранович), епископ Бихачско-Петровацкий (26 июля 2014; на кафедре с 26 мая 2017)
2. Иларион (Голубович), митрополит Тимокский (10 августа 2014; на кафедре со дня хиротонии)
3. Арсений (Главчич), митрополит Нишский (31 августа 2014; на кафедре с 26 мая 2017)

### Хиротонии 2016 года
1. Кирилл (Бойович), епископ Буэнос-Айресский и Южноамериканский (31 июля 2016; на кафедре с 10 мая 2018)
2. Силуан (Мракич), митрополит Австралийский и Новозеландский (7 августа 2016; на кафедре со дня хиротонии)

### Хиротонии 2017 года
1. Никодим (Косович), митрополит Далматинский (1 октября 2017; на кафедре со дня хиротонии)

### Хиротонии 2018 года
1. Херувим (Джерманович), епископ Осечкопольско-Бараньский (10 июня 2018; на кафедре со дня хиротонии)
2. Стефан (Шарич), епископ Ремезианский, викарий Патриарха Сербского (17 июня 2018; на кафедре со дня хиротонии)
3. Исихий (Рогич), епископ Валевский (24 июня 2018; на кафедре с 29 мая 2021)
4. Мефодий (Остоич), епископ Будимлянско-Никшичский (22 июля 2018; на кафедре с 29 мая 2021)
5. Димитрий (Радженович), митрополит Захумско-Герцеговинский (23 сентября 2018; на кафедре со дня хиротонии)

## Патриаршество патриархаПорфирия

### Хиротонии 2021 года
1. Иерофей (Петрович), епископ Шабацкий (4 июля 2021; на кафедре с 21 мая 2022)
2. Иустин (Еремич), епископ Западноевропейский (12 сентября 2021; на кафедре с 21 мая 2022)
3. Дамаскин (Грабеж), епископ Мохачский, викарий Бачской епархии (19 сентября 2021; на кафедре со дня хиротонии)
4. Савва (Бундало), епископ Марчанский, викарий Баня-Лукской епархии (3 октября 2021; на кафедре со дня хиротонии)
5. Иоанн (Станоевич), епископ Хумский, викарий Дюссельдорфской и всей Германии епархии (10 октября 2021; на кафедре со дня хиротонии)

### Хиротонии 2022 года
1. Алексий (Богичевич), епископ Хвостанский, викарий патриарха Сербского (13 ноября 2022; на кафедре со дня хиротонии)
2. Иларион (Лупулович), епископ Новобрдский, викарий патриарха Сербского (20 ноября 2022; на кафедре со дня хиротонии)
3. Нектарий (Самарджич), епископ Британско-Ирландский (27 ноября 2022; на кафедре с 18 мая 2024)
4. Досифей (Радивоевич), епископ Липлянский, викарий патриарха Сербского (11 декабря 2022; на кафедре со дня хиротонии)
5. Петр (Богданович), епископ Топличский, викарий патриарха Сербского (18 декабря 2022; на кафедре со дня хиротонии)

### Хиротонии 2024 года
1. Никон (Цветичанин), епископ Енопольский, викарий патриарха Сербского (1 сентября 2024; на кафедре со дня хиротонии)
2. Тихон (Ракичевич), епископ Моравичский, викария патриарха Сербского (8 сентября 2024; на кафедре со дня хиротонии)
3. Паисий (Джеркович), епископ Диоклийский, викарий Черногорско-Приморской митрополии (22 сентября 2024; на кафедре со дня хиротонии)
4. Серафим (Балтич), епископ Костайницкий, викарий Новограчаницкой и Среднезападноамериканской епархии (13 октября 2024; на кафедре со дня хиротонии)

## Архиереи, перешедшие в юрисдикцию иной поместной церкви
1. Иоанн (Вранишковский), бывший архиепископ Охридский, митрополит Скопийский (19 июля 1998[2]; с 22 июня 2002 в клире Сербской православной церкви; 20 мая 2023 получил отпускную грамоту от СПЦ и 20 июня 2023 возвратился в Македонскую православную церковь).
2. Иоаким (Йовческий), бывший епископ Положско-Куманский (30 ноября 2003; 20 мая 2023 получил отпускную грамоту от СПЦ и 20 июня 2023 вошёл в состав Македонской православной церкви).
3. Марк (Кимев), бывший епископ Брегалничский (7 декабря 2003; 20 мая 2023 получил отпускную грамоту от СПЦ и 20 июня 2023 вошёл в состав Македонской православной церкви).
4. Давид (Нинов), бывший епископ Стобийский, управляющий Струмицкой епархией (17 июня 2007; 20 мая 2023 получил отпускную грамоту от СПЦ и 20 июня 2023 вошёл в состав Македонской православной церкви).